# Tour Down Under 2015
17. ročník etapového cyklistického závodu Tour Down Under se konal mezi 20. a 25. lednem 2015 v Adelaide a okolí v Austrálii. Celkovým vítězem se stal Australan Rohan Dennis z týmu BMC Racing Team. Na druhém a třetím místě se umístili Australané Richie Porte (Team Sky) a Cadel Evans (BMC Racing Team). Závod byl součástí UCI World Tour 2015 na úrovni 2.UWT a byl prvním závodem tohoto seriálu.

## Týmy
Závodu se zúčastnilo všech 17 UCI WorldTeamů, 1 UCI Professional Continental tým a australský národní tým. Poslední 2 zmiňované týmy přijely na divokou kartu. Všechny týmy přijely se sedmi jezdci, celkem se tak na start postavilo 140 závodníků. Do cíle v Adelaide dojelo 134 z nich.
UCI WorldTeamy
- AG2R La Mondiale
- Astana
- BMC Racing Team
- Cannondale–Garmin
- Etixx–Quick-Step
- FDJ
- IAM Cycling
- Lampre–Merida
- Lotto–Soudal
- LottoNL–Jumbo
- Movistar Team
- Orica–GreenEDGE
- Team Dimension Data
- Team Giant–Alpecin
- Team Katusha
- Team Sky
- Tinkoff
- Trek–Segafredo

UCI Professional Continental týmy
- Drapac Professional Cycling

Národní týmy
- UniSA–Australia

## Trasa a etapy
| Etapa         | Datum         | Trasa                        | Vzdálenost    | Typ      | Typ                 | Vítěz                  |
| ------------- | ------------- | ---------------------------- | ------------- | -------- | ------------------- | ---------------------- |
| 1             | 20. ledna     | Tanunda – Campbelltown       | 132,6 km      |          | Rovinatá etapa      | Jack Bobridge (AUS)    |
| 2             | 21. ledna     | Unley – Stirling             | 150,5 km      |          | Rovinatá etapa      | Juan José Lobato (ESP) |
| 3             | 22. ledna     | Norwood – Paracombe          | 143,2 km      |          | Středně těžká etapa | Rohan Dennis (AUS)     |
| 4             | 23. ledna     | Glenelg – Mount Barker       | 144,5 km      |          | Rovinatá etapa      | Steele Von Hoff (AUS)  |
| 5             | 24. ledna     | McLaren Vale – Willunga Hill | 151,5 km      |          | Středně těžká etapa | Richie Porte (AUS)     |
| 6             | 25. ledna     | Adelaide                     | 90 km         |          | Rovinatá etapa      | Wouter Wippert (NED)   |
| Celková délka | Celková délka | Celková délka                | Celková délka | 812,3 km | 812,3 km            | 812,3 km               |

## Průběžné pořadí
| Etapa          | Vítěz            | Celkové pořadí | Vrchařská soutěž | Sprinterská soutěž | Soutěž mladých jezdců | Cena bojovnosti | Soutěž týmů     |
| -------------- | ---------------- | -------------- | ---------------- | ------------------ | --------------------- | --------------- | --------------- |
| 1              | Jack Bobridge    | Jack Bobridge  | Jack Bobridge    | Jack Bobridge      | Luke Durbridge        | UniSA–Australia | Luke Durbridge  |
| 2              | Juan José Lobato | Jack Bobridge  | Jack Bobridge    | Juan José Lobato   | Niccolò Bonifazio     | Movistar Team   | Thomas De Gendt |
| 3              | Rohan Dennis     | Rohan Dennis   | Rohan Dennis     | Cadel Evans        | Rohan Dennis          | BMC Racing Team | Will Clarke     |
| 4              | Steele Von Hoff  | Rohan Dennis   | Jack Bobridge    | Daryl Impey        | Rohan Dennis          | BMC Racing Team | Cédric Pineau   |
| 5              | Richie Porte     | Rohan Dennis   | Jack Bobridge    | Daryl Impey        | Rohan Dennis          | Movistar Team   | Greg Henderson  |
| 6              | Wouter Wippert   | Rohan Dennis   | Jack Bobridge    | Daryl Impey        | Rohan Dennis          | Movistar Team   | Manuele Boaro   |
| Konečné pořadí | Konečné pořadí   | Rohan Dennis   | Jack Bobridge    | Daryl Impey        | Rohan Dennis          | Movistar Team   | neuděleno       |

## Konečné pořadí
| Legenda | Legenda                            | Legenda | Legenda                               |
| ------- | ---------------------------------- | ------- | ------------------------------------- |
|         | Označuje lídra celkového pořadí    |         | Označuje lídra soutěže mladých jezdců |
|         | Označuje lídra sprinterské soutěže |         | Označuje lídra vrchařské soutěže      |

### Celkové pořadí
| Pořadí | Jezdec                   | Tým                | Čas         |
| ------ | ------------------------ | ------------------ | ----------- |
| 1      | Rohan Dennis (AUS)       | BMC Racing Team    | 19h 15' 18" |
| 2      | Richie Porte (AUS)       | Team Sky           | + 2"        |
| 3      | Cadel Evans (AUS)        | BMC Racing Team    | + 20"       |
| 4      | Tom Dumoulin (NED)       | Team Giant–Alpecin | + 22"       |
| 5      | Rubén Fernández (ESP)    | Movistar Team      | + 24"       |
| 6      | Domenico Pozzovivo (ITA) | AG2R La Mondiale   | + 31"       |
| 7      | Daryl Impey (RSA)        | Orica–GreenEDGE    | + 35"       |
| 8      | Gorka Izagirre (ESP)     | Movistar Team      | + 52"       |
| 9      | Jarlinson Pantano (COL)  | IAM Cycling        | + 53"       |
| 10     | George Bennett (NZL)     | LottoNL–Jumbo      | + 57"       |

### Sprinterská soutěž
| Pořadí | Jezdec                  | Tým                         | Čas |
| ------ | ----------------------- | --------------------------- | --- |
| 1      | Daryl Impey (RSA)       | Orica–GreenEDGE             | 55  |
| 2      | Niccolò Bonifazio (ITA) | Lampre–Merida               | 39  |
| 3      | Cadel Evans (AUS)       | BMC Racing Team             | 37  |
| 4      | Tom Dumoulin (NED)      | Team Giant–Alpecin          | 36  |
| 5      | Richie Porte (AUS)      | Team Sky                    | 34  |
| 6      | Heinrich Haussler (AUS) | IAM Cycling                 | 34  |
| 7      | Steele Von Hoff (AUS)   | UniSA–Australia             | 31  |
| 8      | Rohan Dennis (AUS)      | BMC Racing Team             | 29  |
| 9      | Wouter Wippert (NED)    | Drapac Professional Cycling | 28  |
| 10     | Jack Bobridge (AUS)     | UniSA–Australia             | 25  |

### Vrchařská soutěž
| Pořadí | Jezdec                   | Tým                | Body |
| ------ | ------------------------ | ------------------ | ---- |
| 1      | Jack Bobridge (AUS)      | UniSA–Australia    | 36   |
| 2      | Rohan Dennis (AUS)       | BMC Racing Team    | 34   |
| 3      | Richie Porte (AUS)       | Team Sky           | 22   |
| 4      | Cadel Evans (AUS)        | BMC Racing Team    | 18   |
| 5      | Domenico Pozzovivo (ITA) | AG2R La Mondiale   | 14   |
| 6      | Dario Cataldo (ITA)      | Astana             | 12   |
| 7      | Thomas De Gendt (BEL)    | Lotto–Soudal       | 10   |
| 8      | Tom Dumoulin (NED)       | Team Giant–Alpecin | 8    |
| 9      | Rubén Fernández (ESP)    | Movistar Team      | 8    |
| 10     | Davide Malacarne (ITA)   | Astana             | 8    |

### Soutěž mladých jezdců
| Pořadí | Jezdec                | Tým                | Čas         |
| ------ | --------------------- | ------------------ | ----------- |
| 1      | Rohan Dennis (AUS)    | BMC Racing Team    | 19h 15' 18" |
| 2      | Tom Dumoulin (NED)    | Team Giant–Alpecin | + 22"       |
| 3      | Rubén Fernández (ESP) | Movistar Team      | + 24"       |
| 4      | George Bennett (NZL)  | LottoNL–Jumbo      | + 57"       |
| 5      | Tsgabu Grmay (ETH)    | Lampre–Merida      | + 1' 00"    |
| 6      | Jack Haig (AUS)       | UniSA–Australia    | + 2' 31"    |
| 7      | Moreno Moser (ITA)    | Cannondale–Garmin  | + 2' 51"    |
| 8      | Davide Villella (ITA) | Cannondale–Garmin  | + 3' 33"    |
| 9      | Jesper Hansen (DEN)   | Tinkoff–Saxo       | + 7' 48"    |
| 10     | Robert Power (AUS)    | UniSA–Australia    | + 7' 59"    |

### Soutěž týmů
| Pořadí | Tým              | Čas         |
| ------ | ---------------- | ----------- |
| 1      | Movistar Team    | 57h 48' 48" |
| 2      | BMC Racing Team  | + 1' 21"    |
| 3      | Lotto–Soudal     | + 4' 24"    |
| 4      | AG2R La Mondiale | + 5' 46"    |
| 5      | IAM Cycling      | + 5' 57"    |
| 6      | Orica–GreenEDGE  | + 6' 21"    |
| 7      | FDJ              | + 6' 25"    |
| 8      | Lampre–Merida    | + 6' 34"    |
| 9      | Etixx–Quick-Step | + 6' 54"    |
| 10     | Team Katusha     | + 7' 04"    |